# New Found Glory
New Found Glory é uma banda de rock americana, formada em Coral Springs, Flórida, em 1997. Composta por Jordan Pundik nos vocais, Ian Grushka no baixo, Chad Gilbert na guitarra e vocal de apoio e Cyrus Bolooki na bateria.

## História da Banda

### O início
Tudo começou em Coral Springs, Florida em 1997. Ian Grushka tinha uma banda chamada Inner City Kids, logo após a saída do vocalista, Jordan Pundik o substituiu. Logo depois, os outros membros da banda - baterista e guitarrista - também abandonaram a banda. Logo Jordan e Ian resolveram dar uma cara nova à banda e Steve Klein que tocava junto com Jordan em sua ex-banda e Chad Gilbert que era da banda Shai Hulud se juntaram aos dois para tocarem guitarra. Eles também conseguiram um novo baterista, Joe Moreno (Taco Joe). 
Naquele mesmo ano, após cinco meses tocando junto, eles lançaram o primeiro EP It's All About the Girls pela gravadora independente Fiddler Records e mudaram o nome da banda para, A New Found Glory.
Depois de tocarem alguns shows, a banda decidiu tirar Joe da banda, devido a sua dificuldade em aprender as músicas e por não aparecer nos ensaios. Ele foi substituído por Cyrus Bolooki.

### Carreira Profissional
Em 1999 a banda lançou o primeiro álbum Nothing Gold Can Stay pela gravadora Eulogy Records. A banda logo estourou na cena underground e todos queriam saber quem era aquela banda. Então a banda MidTown resolveu escutar o CD deles e adoraram. Resolveram então levar o CD para à vice-presidente da gravadora deles (Drive-Thru Records), Stephanie Reines, e, é claro ela amou. Stephanie entrou em contato com o presidente da Eulogy, John Wylie, e conseguiu com que o NFG fosse contratado pela Drive-Thru.
Com essa oportunidade a banda resolveu largar a escola e os empregos que mantinham para entrarem de cabeça na música, e começaram a fazer shows com bandas como Less Than Jake e Fenix TX. Logo eles gravaram o primeiro clipe Hit or Miss (a primeira versão) e também resolveram tirar o A do início do nome da banda por que as pessoas ficavam confusas ao procurar os CDs deles nas lojas, e então eles se tornaram apenas New Found Glory.
NFG Bournemouth 290510.jpg
Em 2000 a banda decidiu que eles deveriam gravar outro álbum, e lançaram o From the Screen to Your Stereo, um disco com covers punks de trilhas sonoras de filmes. Enquanto ele fazia sucesso a banda teve tempo o bastante para gravar músicas de sua própria autoria. Mais tarde naquele mesmo ano, eles lançaram um álbum com o próprio nome da banda New Found Glory, que tinha a regravação de um de seus antigos hits "Hit or Miss" e novas músicas como "Better Off Dead", "Sucker" e "Dressed to Kill".

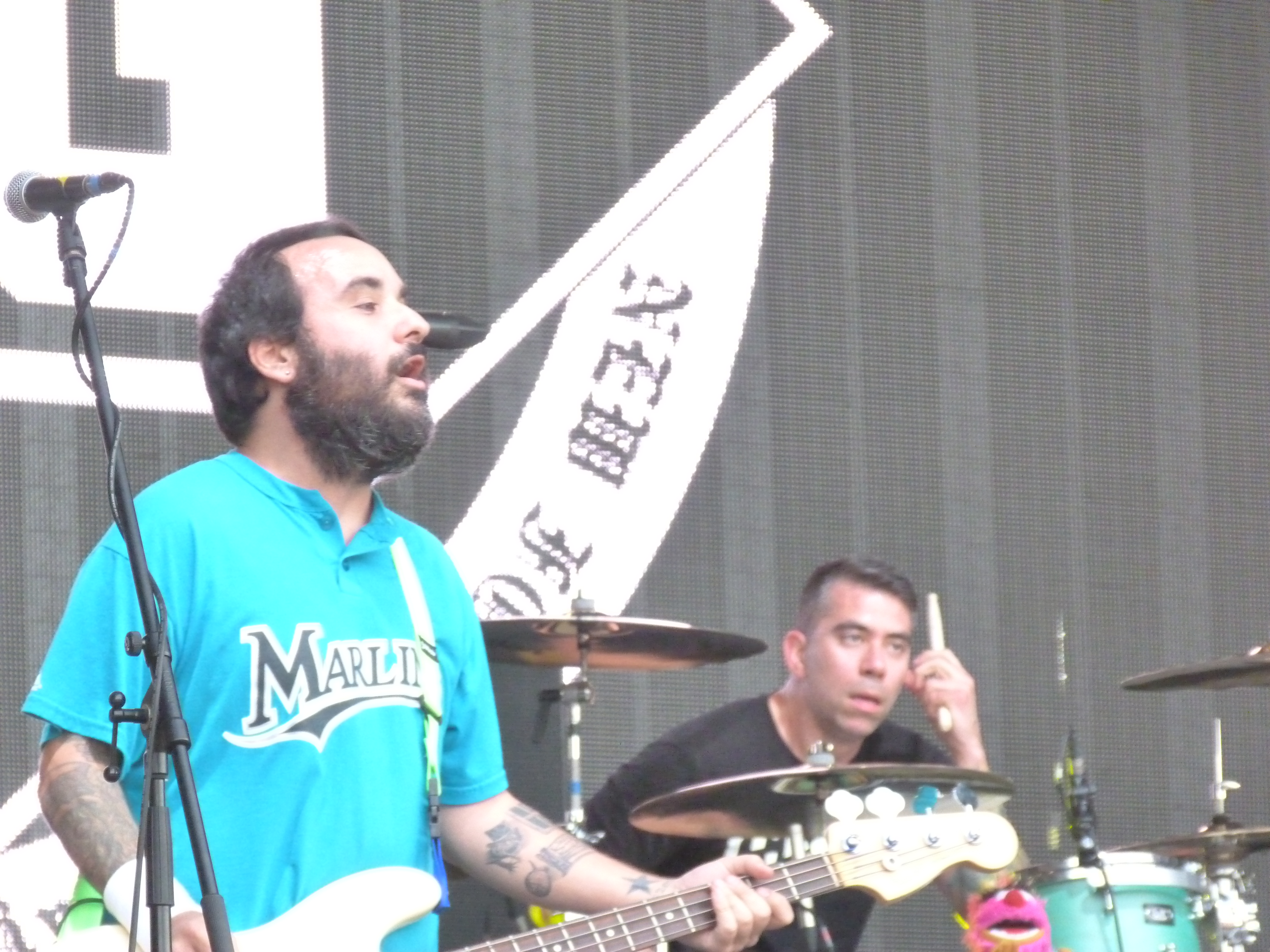
New Found Glory em 2015

### A Fama
Dois anos depois, a banda lançou o Sticks and Stones que fez com que eles estourassem e ficassem conhecidos no mundo todo. Logo depois eles lançaram o primeiro DVD, chamado The Story So Far.
Em 2004 a banda lançou mais um álbum, Catalyst, que vendeu cerca de 150,000 cópias na primeira semana. Logo eles entraram em turnê e começaram a tocar na famosa Warped Tour.
Mais tarde eles entraram em turnê com a banda Green Day, e para essa turnê eles convidaram James Deewee da banda Reggie and the Full Effect para tocar teclado. Os caras se deram tão bem que James já é considerado o sexto membro da banda.
Ainda em 2004 eles lançaram um DVD ao vivo chamado This Disaster: Live In London, gravado em Londres, Inglaterra.
Em 2006, enquanto gravavam o álbum Coming Home, tiveram a idéia de fazer músicas com uma pegada mais punk/hardcore. Foi aí que surgiu o International Superheroes of Hardcore. Com um som rápido porém com letras totalmente cômicas, falando de temas como Harry Potter e super heróis. Em setembro desse mesmo ano, a banda lança seu 5º CD, Coming Home que, segundo a banda, é o melhor álbum que eles já fizeram. Até mesmo o modo de composição dele foi diferente. Em vez deles escreverem as músicas do novo álbum na estrada, eles se mudaram para uma casa em Malibu, chamada Morning View (onde o Incubus gravou seu famoso álbum com o mesmo nome). Além disso, Chad que normalmente escreve todas as letras para a banda, se juntou a Steve e Jordan para comporem juntos. 
Depois de terem passado mais de 50,000 milhas em sua van, fazendo shows em mais de 100 cidades com bandas como MxPx, Unwritten Law, The Get Up Kids e Reel Big Fish, a banda estabilizou uma base de fãs, provando ser contagiantes sua versatilidade e performance ao vivo.
O NFG leva à seus fãs sua imensa energia. Sua experiência os levou dois '98 Slammie Award, que premia a melhor banda da Florida, e fixou sua reputação de uma banda imperdível ao vivo na Warped Tour.
A banda gravou o álbum From the Screen to Your Stereo Part II que foi lançado nos EUA dia 18 de setembro do 2007.
Ele segue o mesmo esquema da edição anterior - cover de músicas que foram trilhas sonoras de filmes - mas desta vez foram 12 músicas, ou seja, um full-lenght.
No ano seguinte a banda lançou um cd com os grandes sucessos da carreira e com uma música inédita, "Situations". No mesmo ano, lançaram um EP de 6 músicas, sendo 3 próprias e 3 covers de bandas que os influenciam. O disco se chama Tip Of The Iceberg, que conta também com um cd de uma "banda paralela" dos membros do New Found Glory, chamada International Superheroes Of Hardcore. Chad assume os vocais e o estilo muda, com um hardcore rápido e pesado imitando as bandas clássicas que eles sempre escutaram, mas com letras satirizando certos assuntos, como membros de bandas Post-Hardcore/Screamo na música "Screamo Screamo Gotta Go".
Em 2009, o álbum Not Without a Fight promete ser um dos melhores do ano. Suas músicas tem uma sonoridade diferenciada porque passa pelas diferentes fases do grupo. É uma espécie de mistura entre o clássico A New Found Glory com o experimental Coming Home. Músicas como "Listen To Your Friends", "Truck Stop Blues", "47" e "Tangled Up".

### Baixa na banda - saída do guitarrista Steve Klein

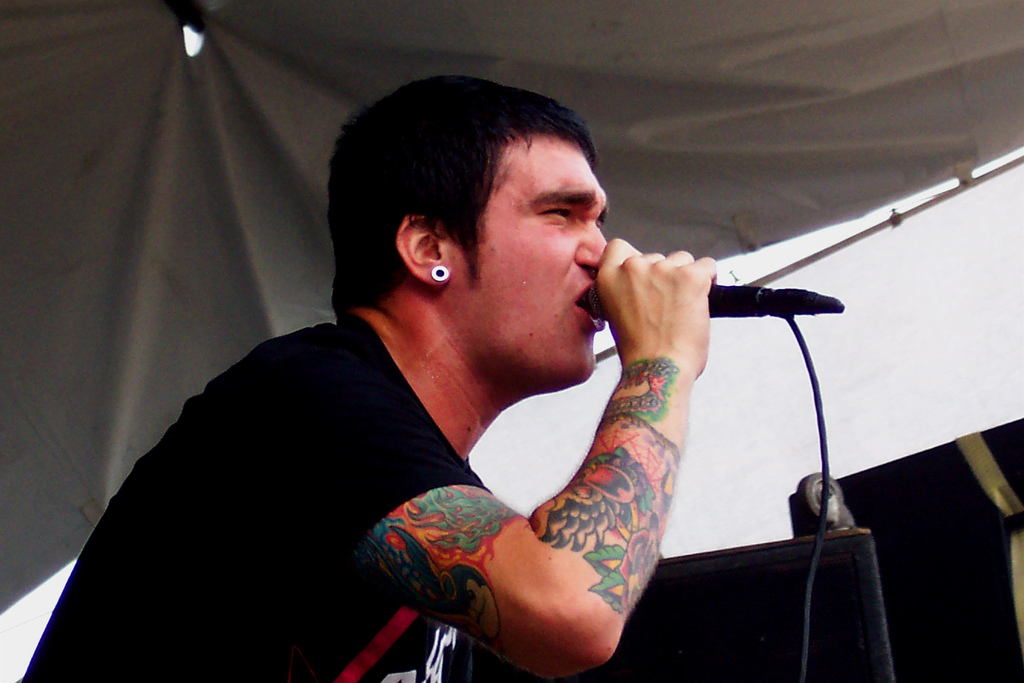
Jordan Pundik em concerto pelo New Found Glory em 2004

No dia 11 de dezembro de 2013 a banda anuncia em nota no seu site oficial que o guitarrista Steve Klein foi retirado da banda por motivos de relação com os demais integrantes da banda. A banda diz na mesma nota que criará algo novo a partir desta data e que está é uma nova fase para o grupo. Posteriormente, soube-se que o guitarrista supostamente havia sido denunciado por pedofilia.
De acordo com o site Dying Scene, os demais integrantes da banda teriam preferido afastar o guitarrista por conta das acusações de que Klein mantém fotos de pornografia infantil e contatos sexuais com menores. No entanto, apenas em março de 2014 o New Found Glory resolveu falar sobre o assunto. Em nota oficial, a banda explicou que preferiu dispensar o guitarrista para que seus problemas pudessem ser, enfim, solucionados.
Confira abaixo o comunicado da banda sobre o assunto, na íntegra:
Após retornarmos da Warped Tour Australia, Steve nos avisou de possíveis acusações que fariam contra ele. Nesse caso, sem saber todos os detalhes, nós tomamos a decisão de nos separarmos para que ele resolvesse seus problemas pessoais. Todos nós, os quatro membros do New Found Glory, doamos as nossas vidas a essa banda e assim queremos continuar. Tivemos a oportunidade de tocar em todo o mundo para os fãs mais incríveis. Mal podemos esperar para entrar em estúdio e começar a gravar um novo disco e também não vemos a hora de cair na estrada novamente! Estamos voltando do cruzeiro Parahoy e de um show surpresa em nossa cidade natal e estamos mais inspirados do que nunca! Muito obrigado a todo mundo ao redor do mundo que sempre torce por nós. O futuro é brilhante.
Com a nota publicada, agora ficou mais do que claro que a saída de Steve do grupo foi totalmente ligada a tais acusações de pedofilia, mas com certeza esse assunto ainda não foi esclarecido totalmente. O guitarrista não foi substituído e o New Found Glory segue como quarteto.

## Estilo e Influências

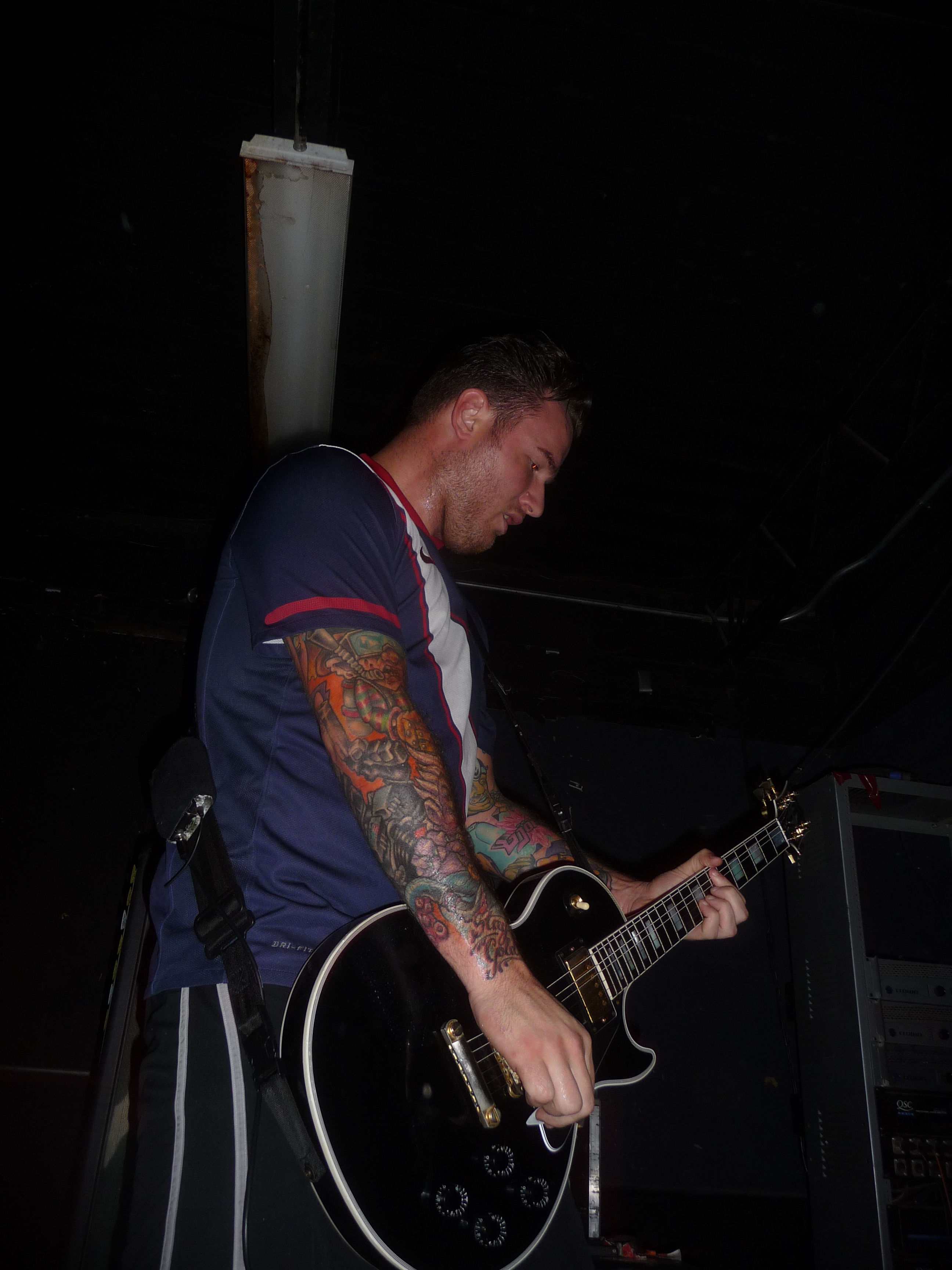
Chad Gilbert em 2010

New Found Glory são amplamente reconhecidos por sua rápida e enérgica música pop punk. Eles têm desenvolvido desde um som de rock mais arredondado, incluindo rock alternativo, e estilos de hardcore melódico. O tradicional som da banda tem sido descrito como "pesado e melódico", com o Rolling Stone observando sua propensão para "catchy, riffs punk-rock." A consequência do escritor Megan Ritt chamou o som da banda como "paradigmas" do gênero pop punk e observou como "os roqueiros da Flórida experientes são famosos por seus hinos de guitarras sinceras." A música da banda normalmente se baseia em estruturas musicais verso-refrão, combinando melodias influenciadas pelo pop com andamentos rápidos do punk rock. O quinto álbum de estúdio, Coming Home foi no entanto marcado como uma mudança de direção para a banda. É considerado como seu trabalho mais maduro e tem sido descrito como um "registro sombrio, honesto, polido e alternativo."
Os críticos elogiaram a banda para a sua capacidade de escrever ganchos infecciosas e a sinceridade de suas letras, muitas vezes sobre crescer e relacionamentos. Chad Gilbert observou que, "se a entrega é honesta e real, isso é o que o impede de ser a coisa banal que você já ouviu antes. New Found Glory é uma banda que as pessoas gostam de ouvir não porque emitem esta mensagem dura. Nós escrevemos sobre quem somos e o que nos afeta na vida e aquelas são as nossas relações". O baixista Ian Grushka afirmou que "todas as letras são baseadas em experiências da vida real. uma canção pode ser criada a partir de algo que um de nós está passando ou uma conversa que tivemos." ao mesmo tempo, acrescentando: "Nós realmente só falamos de coisas pessoais que nos afetaram em primeira mão, as nossas músicas são sobre emoções, em vez de uma agenda política". O guitarrista Steve Klein era primário letrista da banda, enquanto o guitarrista Chad Gilbert é o principal compositor das canções. Embora desde a gravação de Coming Home, Klein, Pundik e Gilbert, todos trabalharam nas letras, juntos. Eles têm gravado covers de bandas como do Ramones, Shelter (banda), Lifetime, Gorilla Biscuits, Bing Crosby, Nat King Cole, The Wonders, Limahl, Aerosmith, Cyndi Lauper, Peter Cetera, Bryan Adams, Celine Dion, Sixpence None the Richer, Bob Dylan, When in Rome (banda), Go West (banda), Lisa Loeb, The Cardigans, Goo Goo Dolls, Simple Minds, Yann Tiersen, Madonna e Tears For Fears. Eles citaram bandas de hardcore como Hatebreed e Madball, bem como seus companheiros de pop punk e punk rock Green Day e Blink-182 como algumas das principais influências na sua carreira.
Nos últimos anos a banda têm sido citada para a sua influência duradoura sobre a contemporânea música pop punk. Josh Martin, o baixista da banda The Wonder Years, afirmou que "influentemente, quando você pensa sobre o top das três melhores bandas de punk de todos os tempos ... é Blink-182, New Found Glory e Green Day. Pelo menos no meu cérebro, eles estão nesse nível eternamente". Em 2009, a Alternative Press incluiu Nothing Gold Can Stay no seu "Classic Albums de '99". Brendan Manley escreveu: "Tal como o seu título indica, Nothing Gold Can Stay é a transcrição sonora de um glorioso tempo, fugaz para NFG -. E para o pop-punk Mas assim como o "Gold" nunca perde o seu brilho, é justo que 10 anos mais tarde, Nothing Gold Can Stay pode permanecer brilhando". Da mesma forma, Jason Heller, do The AV Club refletido como o seu debut "sorrateiramente sob o radar para se tornar uma influência enorme sobre a erupção do novo milênio de pop-punk."